# Émile Bravo
Émile Bravo, nacido en 1964 en París, es un historietista e ilustrador francés, nacido en una familia de origen español.

## Biografía
De padre catalán y madre valenciana, Émile Bravo siguió estudios técnicos.
En 1992, se instaló en el Atelier Nawak con Lewis Trondheim, Christophe Blain, David B., Joann Sfar y Fabrice Tarrin. Más tarde, en 1995, formó parte de los fundadores del Atelier des Vosges con la mayoría de los autores del Atelier Nawak así como con Frédéric Boilet, Marjane Satrapi y Marc Boutavant.
Cercano a varios autores importantes de la editorial l'Association, Émile Bravo se diferencia de los autores de cómic « Alter» por un gran respeto a la tradición y a los cánones del cómic de aventuras para niños (retomando los principios de la línea clara de Hergé), género del que es uno de los escasos representantes y que contribuye a revivir.
Así en 2008, en la colección Une aventure de Spirou et Fantasio par..., publica Le Journal d'un ingénu donde imagina los orígenes del famoso botones inventado por Rob-Vel 70 años antes.
Realizó el cartel de Expocómic 2011, del cual fue uno de los invitados estrella.

## Obra

### Cómics

#### Series
- Une épatante aventure de Jules;[1] contenido:

1. L'imparfait du futur (1999) Dargaud (ISBN 2-205-04921-6)
2. La réplique inattendue (2001) Dargaud, (ISBN 2-205-05062-1)
3. Presque enterrés (2002) Dargaud, (ISBN 2-205-05320-5)
4. Un départ précipité (2003) Dargaud, (ISBN 2-205-05414-7)
5. La question du père (2006) Dargaud, (ISBN 2-205-05568-2)
6. Un plan sur la comète (2011) Dargaud, (ISBN 2-205-06825-2)

- Aleksis Strogonov;[1] contenido:

1. Bielo (1993) Dargaud, (ISBN 2-205-04102-9)
2. Kino (1995) Dargaud, (ISBN 2-205-04224-6)
3. Tamo (1998) Dargaud, (ISBN 2-205-04535-0)

Se publicó una edición completa en 2004 (ISBN 2-205-05655-7).

#### Otros
- Ivoire, coguionista: Jean Régnaud, en la col. Atomium, ed. Magic Strip 1990 (ISBN 2-8035-0183-X).[1]
- Fighters: Objectif Peenemünde, guion de Jacques Sorg, ed. Sorg 1988, (ISBN 2-906794-30-9).[1]
- Les Frères Ben Qutuz à Frustration Land 10 páginas mudas en número 26 de Ferraille Illustré.[1]
- Ma maman est en Amérique, elle a rencontré Buffalo Bill, guion de Jean Régnaud, colección Hors-série BD, Gallimard, 2007.[1]
- Le Journal d'un ingénu, colección Une aventure de Spirou et Fantasio par..., Dupuis, 2008 (ISBN 978-2-8001-4052-0).
- Québec, un détroit dans le fleuve, obra colectiva con motivo del 400 aniversario de la ciudad de Quebec (Canadá) Casterman, 2008.

### Obras ilustradas

#### Obras en colaboración
- Le jour des saigneurs (autor Hubert Ben Kemoun), ed. Nathan, 1999.

#### Obras en solitario
- C'était la Guerre Mondiale, ed. Bréal jeunesse, 2003.
- Boucle d'or et les sept ours nains, ed. Seuil jeunesse, 2004 (col. Bande des Petits).
- La faim des sept ours nains, ed. Seuil jeunesse, 2005 (col. Bande des Petits).
- La belle aux ours nains, ed. Seuil jeunesse, 2009 (col. Bande des Petits).